# Grabowce Górne
```

```

Grabowce Górne (prononciation [ɡraˈbɔft͡sɛ ˈɡurnɛ]) est un village de la gmina de Nowodwór du powiat de Ryki dans la voïvodie de Lublin, situé dans l'est de la Pologne.
Il se situe à environ 2 kilomètres au sud-est de Nowodwór (siège de la gmina), 13 kilomètres à l'est de Ryki (siège du powiat) et 54 kilomètres au nord-ouest de Lublin (capitale de la voïvodie).
Le village comptait approximativement une population de 107 habitants en 2009.

## Histoire
De 1975 à 1998, le village est attaché administrativement à la voïvodie de Siedlce.
Depuis 1999, il fait partie de la nouvelle voïvodie de Lublin.